# مزاجد عكش (حبيش)

تعديل مصدري - تعديل

مزاجد عكش محلة تابعة لقرية المعرمة، التابعة لعزلة جبل خضراء بمديرية حبيش إحدى مديريات محافظة إب في الجمهورية اليمنية، بلغ تعداد سكانها 28 حسب تعداد اليمن لعام 2004.